# Progomphus boliviensis
Progomphus boliviensis är en trollsländeart som beskrevs av Belle 1973. Progomphus boliviensis ingår i släktet Progomphus och familjen flodtrollsländor. IUCN kategoriserar arten globalt som livskraftig. Inga underarter finns listade i Catalogue of Life.